# Michał Kantakuzen (siostrzeniec Aleksego III)
Michał Kantakuzen (gr. Μιχαήλ Καντακουζηνός, ur. ok. 1170, zm. po 1199) – bizantyński arystokrata. 

## Życiorys
Pochodził z rodziny Kantakuzenów. Pod koniec XII wieku ród ten był jednym z największych posiadaczy ziemskich w Cesarstwie Bizantyńskim. Jego ojcem był Jan Kantakuzen, który po dojściu do władzy Izaaka II Angelosa otrzymał tytuł cezara. Matką Michała była Irena Angelos, siostra Izaaka II Angelosa (1185-1195) i Aleksego III Angelosa (1195-1203). W kwietniu 1195 wsparł Aleksego III Angelosa w walce o tron. Aleksy III Angelos ciężko zachorował wiosna 1199 roku. W chwili choroby nie miał męskich potomków. Michał był wtedy jednym z trzech kandydatów do tronu cesarskiego. 